# Neossos wegelii
Neossos wegelii är en tvåvingeart som först beskrevs av Frey 1952.  Neossos wegelii ingår i släktet Neossos och familjen myllflugor.
Artens utbredningsområde är Finland. Inga underarter finns listade i Catalogue of Life.